# Xometla, Tezonapa
Xometla är en ort i Mexiko.   Den ligger i kommunen Tezonapa och delstaten Veracruz, i den sydöstra delen av landet, 260 km öster om huvudstaden Mexico City. Xometla ligger 1 069 meter över havet och antalet invånare är 205.
Terrängen runt Xometla är varierad. Runt Xometla är det ganska tätbefolkat, med 100 invånare per kvadratkilometer. Närmaste större samhälle är Cuitláhuac, 17,9 km nordost om Xometla. I omgivningarna runt Xometla växer i huvudsak städsegrön lövskog.